# Polska kawaleria w Sochaczewie (fotografia)

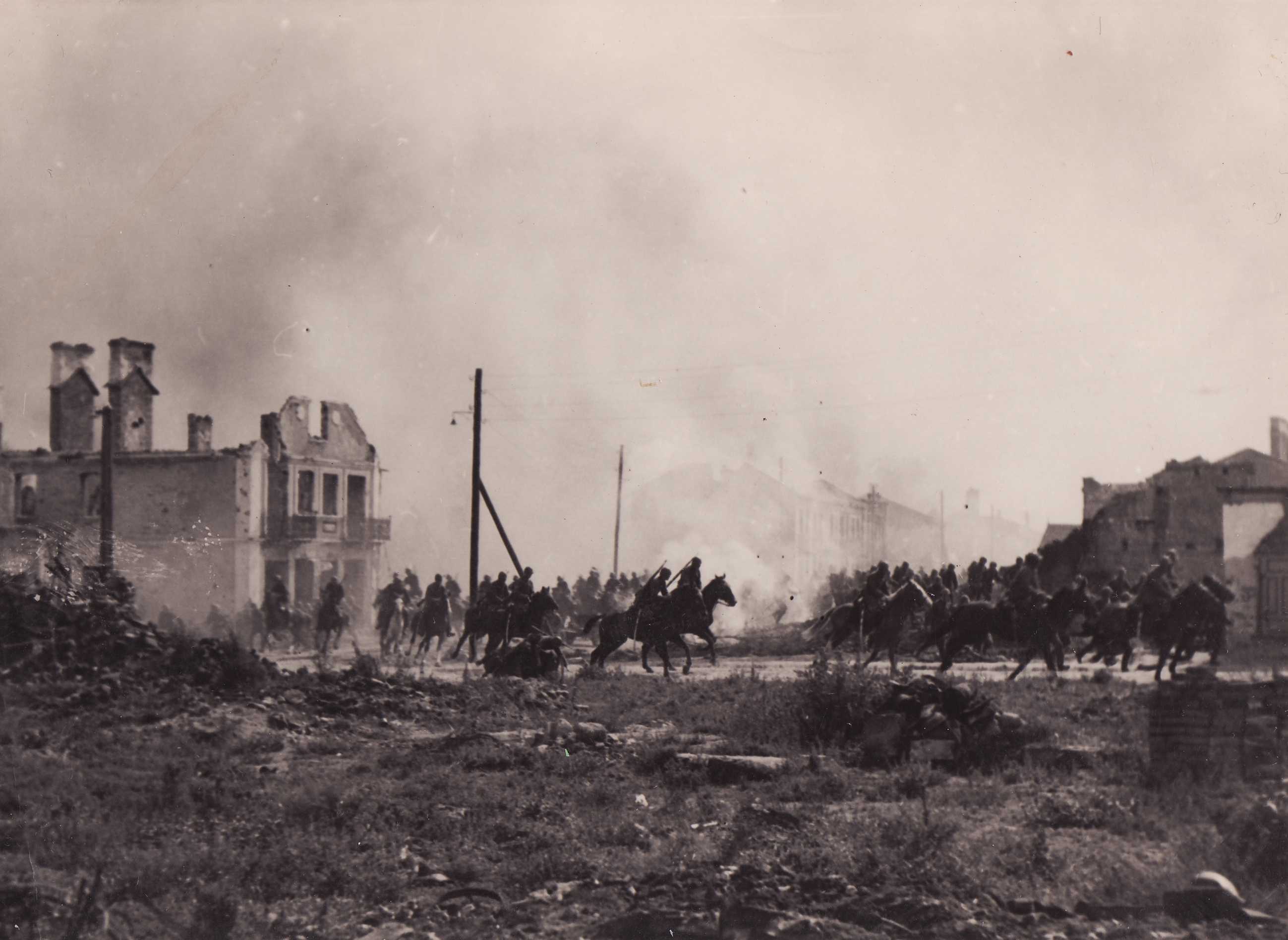
„Polska kawaleria w Sochaczewie”

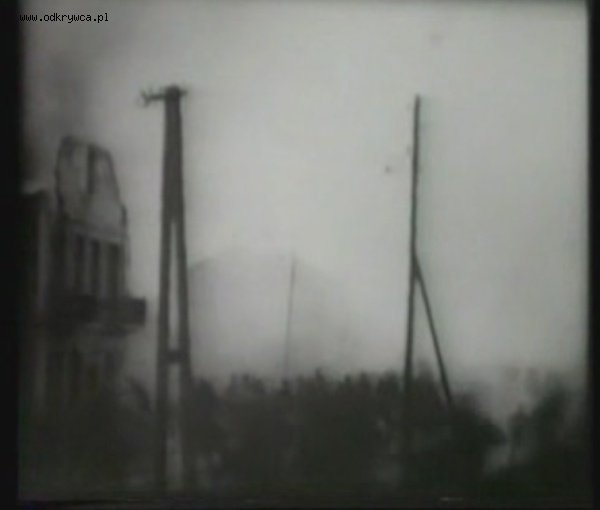
Kadr z niemieckiego propagandowego filmu wojennego Kampfgeschwader Lützow z kawalerią i budynkiem widocznym na fotografii

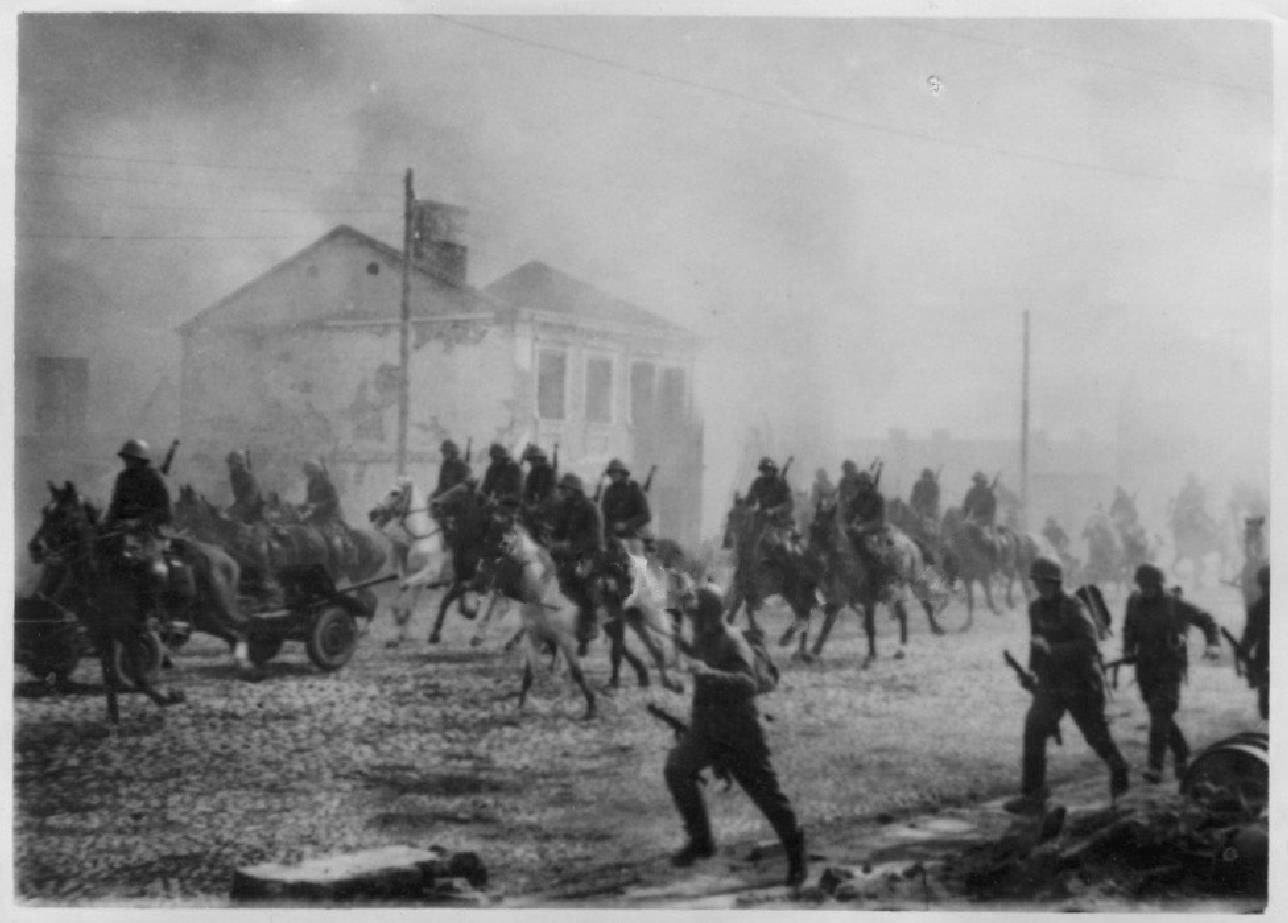
Fotografia z innej perspektywy wykonana na planie Kampfgeschwader Lützow pokazująca wycofywanie się rzekomo polskiej kawalerii i piechoty

Polska kawaleria w Sochaczewie – fotografia przedstawiająca rzekomo polską kawalerię w Sochaczewie podczas bitwy nad Bzurą we wrześniu 1939. Obecnie uważa się, że została zrobiona podczas kręcenia niemieckiego filmu propagandowego Kampfgeschwader Lützow w 1940. Fotografia jest nadal jednym z najczęściej używanych opisów polskiej kawalerii podczas niemiecko-radzieckiej inwazji na Polskę w 1939.

## Geneza
Pochodzenie fotografii jest niejasne, jednak została opublikowana w wielu cenionych książkach o inwazji na Polskę w 1939. W wydaniu „Bitew polskiego września” z 1972 autorstwa uczestnika bitwy nad Bzurą Apoloniusza Zawilskiego fotografia została opisana jako „Kawaleria w galopie przez Sochaczew”, ale w poprawionym wydaniu z 1989 nie została już uwzględniona. W książce z 1982 „Armia Poznań w wojnie obronnej 1939” autorstwa Piotra Bauera i Bogusława Polaka zdjęcie zostało opisane jako „Armia Poznań w walkach w rejonie Uniejowa”. Niektóre publikacje identyfikują jednostkę jako Wielkopolską Brygadę Kawalerii, która była częścią Armii „Poznań”. Zdjęcie znalazło się także w wielu innych książkach, podręcznikach, publikacjach internetowych i artykułach informacyjnych. Można je również nabyć w kilku agencjach fotograficznych, takich jak Getty Images i Alamy, które posiadają prawa autorskie do niego.
Wydruki publikowane w książkach zawsze miały bardzo niską rozdzielczość; gdy jednak udostępniono skany w wysokiej rozdzielczości, zauważono niespójność między fotografią a mundurami i zwyczajami polskiej kawalerii w 1939. Żołnierze na fotografii wydają się mieć polski hełm wz. 31 lub czechosłowacki hełm wz. 32, a polska kawaleria używała francuskich hełmów Adrian. Również polska kawaleria tradycyjnie troczyła szable do siodeł pod lewym kolanem, podczas gdy żołnierze na zdjęciu noszą je pionowo po prawej stronie, ponadto brak jest typowych dla kawalerii z 1939 owsiaków przy siodłach. Niemożność wskazania dokładnego miejsca, w którym zdjęcie zostało zrobione, kwestionowało jego autentyczność.

## Wyjaśnienie
Pochodzenie fotografii zostało wyjaśnione po zauważeniu, że niektóre budynki, mundury i siodła na fotografii pasują do budynków i wyposażenia żołnierzy widzianych w niemieckim filmie propagandowym Kampfgeschwader Lützow. Polskich żołnierzy w filmie grali Słowacy, a ich mundury i siodła ściśle pasowały do tych używanych przez armię słowacką na początku II wojny światowej. Scena z udziałem „polskiej kawalerii” w filmie została nakręcona w okolicach Wyszkowa w 1940. Również wiele scen z filmu było powiązanych z konkretnymi lokalizacjami w tym mieście. Zdjęcie nie jest kadrem z filmu, ale prawdopodobnie zostało zrobione podczas kręcenia.